# Масловиці (Західнопоморське воєводство)
Масловиці (пол. Masłowice) — село в Польщі, у гміні Постоміно Славенського повіту Західнопоморського воєводства.
Населення — 137 осіб (2011).
У 1975-1998 роках село належало до Слупського воєводства.

## Демографія
Демографічна структура станом на 31 березня 2011 року:
|          | Загалом | Допрацездатний вік | Працездатний вік | Постпрацездатний вік |
| -------- | ------- | ------------------ | ---------------- | -------------------- |
| Чоловіки | 62      | 12                 | 48               | 2                    |
| Жінки    | 75      | 15                 | 49               | 11                   |
| Разом    | 137     | 27                 | 97               | 13                   |